# Pedro Antonio Fernández de Castro
Pedro Antonio Fernández de Castro Andrade y Portugal (Monforte de Lemos, octubre de 1632-Lima, 6 de diciembre de 1672), X conde de Lemos, VII marqués de Sarria, VIII conde de Andrade, IX conde de Villalba, III duque de Taurisano y XIX virrey del Perú de 1667 a 1672. Administrador y político español nacido en Monforte de Lemos en 1632, fue educado para la guerra, siendo favorito de la corte cuando el rey Carlos II lo nombró virrey de Perú en 1666. Era hijo de Francisco Fernández de Castro Andrade y Portugal, IX conde de Lemos, y de Antonia Téllez-Girón, hija del III duque de Osuna.
El 9 de noviembre de 1667 llegó al puerto del Callao e hizo su entrada en Lima tomando posesión de su cargo el 21 de noviembre como nuevo virrey del Perú. Fue famoso en ese período al ser justiciero e inflexible, se preocupó por la pureza de prácticas religiosas. Dio impulso a la construcción de edificaciones en Lima, y fundó algunas instituciones públicas, como un hospital para indios convalecientes y un hospicio para mujeres arrepentidas: la Casa de las Amparadas.

## Desórdenes en Puno
Bandos de mineros se enfrascaron en disputas, el virrey conde de Lemos acudió para resolver la situación, ejecutando a los principales revoltosos. Como principal dirigente estaba don Felipe Corrales, señor de las propiedades cercanas a la ciudad, propietario de principales minas en la región de Puno, acompañado de más de mil personas; mineros de Puno, Potosí, y el norte de Chile que se revelaron ante el virrey conde de Lemos que había llegado a la ciudad de visita.

## En Lima
A principios de la década de 1670 las noticias que llegaron a Lima sobre el famoso corsario inglés Henry Morgan, quien había tomado Chagres, capturado y saqueado la ciudad de Panamá motivaron a que el virrey Fernández de Castro enviara una expedición de 18 barcos y casi 3000 soldados, pero su llegada a Panamá fue demasiado tarde; Morgan ya había abandonado la ciudad.

## Su fe católica
Fernández de Castro fue un católico muy devoto y cercano a los Jesuitas, uno de los cuales, el venerable Francisco del Castillo fue su padre confesor. Ayudó no solo económicamente, sino que laboró durante la construcción de la Iglesia de Los Desamparados, cerca al puente en el río Rímac, en Lima. También colaboró en la fundación de la Casa de Amparadas para prostitutas arrepentidas colaborando con el  padre Francisco del Castillo.
El conde y su esposa, la condesa Ana Francisca de Borja y Doria, también fueron importantes auspiciadores de la canonización de santa Rosa de Lima, tanto en la Corte en España y por esa intermediación a la Santa Sede. El 12 de febrero de 1668 Rosa fue beatificada, con una celebración oficial que se llevó a cabo el 15 de abril de ese año en la Basílica de San Pedro, la comunicación oficial llegó a Lima el 18 de enero de 1669. El conde y la condesa recibieron, el 15 de junio de 1670, en el puerto de Callao la escultura de la Beata y posteriormente Santa Rosa de Lima enviada desde la Ciudad del Vaticano obra del escultor Melchor Caffa. Con ocasión de su beatificación, su féretro de madera fue reemplazado por uno de plata, costeado por la condesa. Por requerimiento de la regente española Mariana de Austria, el 11 de agosto de 1670 Rosa fue nombrada Patrona de las posesiones españolas en América y Filipinas. Fue canonizada el 12 de abril de 1671 por el papa Clemente X. Rosa fue la primera nacida en América en ser consagrada como santa católica.
Durante su gobierno se produjo un hecho prodigioso al intentar borrar la imagen del Señor de los Milagros, por lo cual mandó edificar una ermita, además encargó a Manuel de Escobar y Fray Diego Maroto el refuerzo de las bases del mural y lo subió a una altura mayor. El 14 de septiembre de 1671 se ofició la primera misa ante las altas autoridades eclesiásticas y civiles,  fecha que coincide con el día de La Exaltación de la Cruz, comenzándose a difundir el culto y a llegar de diferentes lugares numerosos fieles, comenzándolo a llamar al crucificado Santo Cristo de los Milagros, o de Las Maravillas.

## Matrimonio y descendencia
Contrajo matrimonio en la iglesia de san Martín de Madrid el 20 de julio de 1664 con su prima en cuarto grado Ana Francisca de Borja y Doria. Fueron padres de:
- María Alberta Fernández de Castro Portugal Borja (1665-1706), casó con Manuel López de Zúñiga y Sarmiento de Silva, X duque de Béjar, marqués de Gibraleón, XII conde de Belalcázar.

- Gines Miguel Francisco Fernández Ruiz de Castro Portugal Borja, XI conde de Lemos, nacido el 16 de octubre de 1666. Casó en primeras nupcias con Catalina Lorenza de Mendoza y Silva Haro y Aragón, en segundas nupcias con María Ana de la Piedad Osorio y Guzmán y en terceras nupcias con María Josefa de Zúñiga Sotomayor y Castro.

- Salvador Francisco Fernández Ruiz de Castro Portugal Borja (1668-1694), casó con Francisca de Paula Centurión de Córdoba Mendoza y Carrillo de Albornoz, V marquesa de Armunia, sin descendencia.

- Rosa Francisca Fernández de Castro Portugal Borja (1669-¿?)

- Lucrecia Fernández de Castro Portugal Borja (1670-¿?)

- Francisco Ignacio Fernández de Castro Portugal Borja (1672-1692)

## Muerte
Falleció en Lima, el 6 de diciembre de 1672.  Su cuerpo fue sepultado en la Iglesia de Nuestra Señora de Desamparados siendo su corazón depositado a los pies de la imagen de Nuestra Señora de los Desamparados, en la Iglesia que ayudó a construir. Cuando la antigua Iglesia de Nuestra Señora de los Desamparados, detrás de Palacio de Gobierno, fuera demolida en 1938 el corazón del conde de Lemos fue llevado a la Iglesia de San Pedro y puesto en un nicho entre los altares de San Francisco de Borja y San Luis Gonzaga. El resto de su cuerpo fue trasladado a su ciudad natal.